# Autódromo Ciudad de Pigüé
El Autódromo Ciudad de Pigüé se encuentra en cercanía de la  homónima ciudad bonaerense. Es escenario de competiciones en categorías como Turismo Nacional, TC 2000 y TC de Sudoeste. El circuito N° 1, cuenta con una extensión de 3 001 m con 14 curvas.

## Ganadores

### Turismo Nacional
La siguiente tabla muestra los ganadores en Pigüé en las últimas diez carreras de las Categorías 2 y 3. La colúmna Carrera indica la fecha en el campeonato.

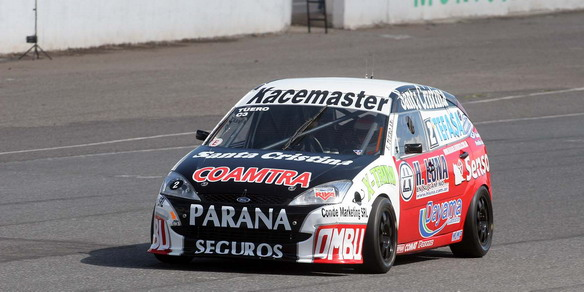
Esteban Tuero, ganador en Pigüé el 2008 en Clase 3

| Fecha    | Carrera | Clase 2             | Clase 3            |
| -------- | ------- | ------------------- | ------------------ |
| 16/06/13 | 10      | Maximiliano Fontana | Matías Rossi       |
| 25/03/12 | 2       | Pablo Merayo        | Emanuel Moriatis   |
| 24/04/11 | 3       | Lucas Mohamed       | Fabián Yannantuoni |
| 16/05/10 | 4       | Juan I. Tórres      | Ricardo Risatti    |
| 20/09/09 | 9       | Iván Ciccarelli     | Fabián Yannantuoni |
| 30/03/08 | 2       | Christian Pérez     | Esteban Tuero      |
| 11/03/07 | 2       | Christian Pérez     | Gabriel Massei     |
| 21/10/07 | 10      | Christian Pérez     | Ariel Divito       |
| 15/04/06 | 3       | Iván Saturni        | Adrián Hang        |
| 13/03/05 | 3       | Iván Saturni        | Patricio Di Palma  |